# Antoine de Gratet du Bouchage
Antoine de Gratet du Bouchage est un homme politique français né le 19 mars 1794 à Grenoble (Isère) et mort le 25 septembre 1855 à Paris.

## Carrière
Officier de cavalerie, il prend sa retraite comme chef d'escadron en 1844. Il est député de la Drôme de 1846 à 1848, siégeant dans la majorité soutenant le ministère Guizot.

## En savoir plus